# Liste der Erinnerungszeichen für Opfer des NS-Regimes in München
Die Liste der Erinnerungszeichen für Opfer des NS-Regimes in München enthält die bislang geschaffenen Erinnerungszeichen für Opfer des NS-Regimes in München. Jedes Erinnerungszeichen befindet sich entweder auf einer Wandtafel oder auf einer Stele.
Bisher wurden 317 Erinnerungszeichen geschaffen (Stand 16. August 2025).
Die nachfolgende Tabelle entspricht der Liste in der Karten-App des Projekts.
Möglicherweise ist die nachfolgende Tabelle nicht immer auf dem neuesten Stand.
Die Tabelle kann nach Nachname, Standort (Straße) und Aufstellung (Datum) sortiert werden. Über die Links (letzte Spalte) findet man jeweils eine Biografie und gegebenenfalls auch ein Bild der Person.
| Bild | Name                                                     | Standort                                 | Aufstellung   | Text | Link |
| ---- | -------------------------------------------------------- | ---------------------------------------- | ------------- | --- | ---- |
|      | Isaak Bacharach                                          | Frauenstraße 24                          | 19. Juli 2022 | Isaak Bacharach, geboren 15.09.1864 in Fellheim im Allgäu, zur Geschäftsaufgabe gezwungen 1935, gestorben 17.09.1936 in München                                                                                             |      |
|      | Julius Bacharach                                         | Frauenstraße 24                          | 19. Juli 2022 | Julius Bacharach, geboren 22.09.1870 in Fellheim im Allgäu, deportiert 23.07.1942 in das Ghetto Theresienstadt, ermordet 13.05.1943 im Ghetto Theresienstadt                                                                |      |
|      | Karoline Bacharach                                       | Frauenstraße 24                          | 19. Juli 2022 | Karoline (Lina) Bacharach, geboren 29.09.1867 in Fellheim im Allgäu, aus der Wohnung vertrieben 14.11.1941, gestorben 28.06. 1942 in München                                                                                |      |
|      | Klara Bacharach                                          | Frauenstraße 24                          | 19. Juli 2022 | Klara Bacharach, geb. Heumann, geboren 16.01.1879 in München, deportiert 23.07.1942 in das Ghetto Theresienstadt, ermordet vermutlich 25.10.1944 im KZ Auschwitz                                                            |      |
|      | Fanny Baer                                               | Tengstraße 26                            | 8. Juli 2021  | Fanny Bär, geb. Haas, geboren 14.04.1902 in München, deportiert 04.04.1942 nach Piaski, Schicksal unbekannt |      |
|      | Julius Jakob Baer                                        | Tengstraße 26                            | 8. Juli 2021  | Dr. Julius Bär, geboren 21.04.1896 in Windsbach, deportiert 04.04.1942 nach Piaski, Schicksal unbekannt |      |
|      | Elisabeth Baerlein                                       | Wasserburger Landstraße 209              | 9. Okt. 2020  | Elisabeth (Liesel) Baerlein, geboren 26.03.1917 in München, deportiert 18.06.1942 in das Ghetto Theresienstadt, ermordet vermutlich 09.10.1944 im KZ Auschwitz                                                              |      |
|      | Hans Beimler (Politiker)                                 | Döllingerstraße 30                       | 1. Dez. 2021  | Johann (Hans) Beimler, geboren 02.07.1895 in München, Flucht am 09.05.1933 aus dem KZ Dachau, erschossen 01.12.1936 vor Madrid                                                                                              |      |
|      | Olga Benario-Prestes                                     | Luisenstraße 7                           | 23. Nov. 2022 | Olga Benario-Prestes, geb. Benario, geboren 12.02.1908 in München, verhaftet 1936 in Rio de Janeiro, nach Deutschland ausgeliefert September 1936, ermordet im Frühjahr 1942 in der Tötungsanstalt Bernburg                 |      |
|      | Helene Bergmann                                          | Tengstraße 25                            | 23. Sep. 2021 | Helene Bergmann, geboren 25.05.1897 in Nürnberg, deportiert 23.07.1942 in das Ghetto Theresienstadt, ermordet 08.04.1944 im Ghetto Theresienstadt                                                                           |      |
|      | Mina Bergmann                                            | Tengstraße 25                            | 23. Sep. 2021 | Mina Bergmann, geb. Spear, geboren 23.08.1869 in Sonneberg, deportiert 04.06.1942 in das Ghetto Theresienstadt, ermordet 30.06.1942 im Ghetto Theresienstadt                                                                |      |
|      | Nathan Bergmann                                          | Tengstraße 25                            | 23. Sep. 2021 | Nathan Bergmann, geboren 10.03.1857 in Gochsheim, gestorben 20.05.1940 in München |      |
|      | Hermine Bernheimer                                       | Neuhauser Straße 18                      | 31. März 2025 | Hermine Bernheimer, geboren 17.06.1870 in Göppingen, deportiert 23.06.1942 mit ihrer Schwester Rosa Frei in das Ghetto Theresienstadt, ermordet 07.10.1942 im Ghetto Theresienstadt                                         |      |
|      | Benno Bing                                               | Maximilianstraße 26–28                   | 25. Juni 2020 | Benno Bing, geboren 22.12.1874 in Würzburg, verhaftet 09.10.1942 in La Ferté-Bernard, Frankreich, ermordet 21.12.1942 im KZ Auschwitz                                                                                       |      |
|      | Hermann Binswanger                                       | Schubertstraße 8                         | 31. März 2025 | Hermann Binswanger, geboren 01.06.1858 in Osterberg, deportiert 03.07.1942 in das Ghetto Theresienstadt, ermordet 11.02.1943 im Ghetto Theresienstadt                                                                       |      |
|      | Lina Binswanger                                          | Leopoldstraße 102                        | 25. Juni 2019 | Lina Binswanger, geb. Moos, geboren 11.07.1872 in Ulm, deportiert 25.06.1942 nach Theresienstadt, ermordet 07.05.1943 in Theresienstadt                                                                                     |      |
|      | Iwan Blisnjuk                                            | Ehrenbürgstraße 9                        | 18. Juli 2025 | Iwan Blyznjuk, geboren 30.07.1944 in München, Kind einer Zwangsarbeiterin im Reichsbahnlager Neuaubing, gestorben 14.01.1945 an gezielter Mangelversorgung im Reichsbahnlager Neuaubing                                     |      |
|      | Michael Blumenberg                                       | Westermühlstraße 37                      | 18. Juni 2025 | Michael (Mechl) Blumenberg, geboren 15.01.1856 in Tyczyn, deportiert 11.06.1942 in das Ghetto Theresienstadt, ermordet 21./22.09.1942 im Vernichtungslager Treblinka                                                        |      |
|      | Mina Blumenberg                                          | Westermühlstraße 37                      | 18. Juni 2025 | Mina (Mirl) Blumenberg, geb. Schinler, geboren 06.03.1860 in Tyczyn, aus der Wohnung vertrieben 29.09.1938, gestorben 25.09.1941 in München                                                                                 |      |
|      | Chaim Both                                               | Lindwurmstraße 185                       | 10. Nov. 2024 | Chaim (Joachim) Both, geboren 08.05.1876 in Rzeszow, ermordet 10.11.1938 von einem SA-Mann in seiner Wohnung Lindwurmstraße 185                                                                                             |      |
|      | Marjem Both                                              | Lindwurmstraße 185                       | 10. Nov. 2024 | Marjem (Maria) Both, geb. Zeimer, geboren 03.09.1880 in Jaroslaw, deportiert 20.11.41 nach Kaunas, ermordet 25.11.41 in Kaunas                                                                                              |      |
|      | Karoline Brachvogel                                      | Herzogstraße 55                          | 11. Juli 2024 | Karoline (Carry) Brachvogel, geb. Hellmann, geboren 16.06.1864 in München, deportiert 22.07.1942 in das Ghetto Theresienstadt, ermordet 20.11.1942 im Ghetto Theresienstadt                                                 |      |
|      | Irmgard Burger                                           | Destouchesstraße 14                      | 18. Jan. 2019 | Irmgard Burger, geb. Blankenstein, geboren 22.04.1898 in Berlin, zwangseingewiesen 30.12.1943 in die Heil- und Pflegeanstalt Eglfing-Haar, verhungert 07.12.1944 in der Heil- und Pflegeanstalt Eglfing-Haar                |      |
|      | Richard Burger                                           | Auenstraße 52                            | 10. Juni 2022 | Richard Burger, geboren 28.08.1880 in Schlaining (Österreich), inhaftiert 10.11.1938 im KZ Dachau, ermordet 16.11.1938 im KZ Dachau                                                                                         |      |
|      | Hedwig Cahnmann                                          | Sophie-Stehle-Straße 12                  | 13. Juni 2023 | Hedwig Cahnmann, geb. Schülein, geboren 22.07.1882 in München, deportiert 04.04. 1942 nach Piaski, Schicksal unbekannt |      |
|      | Sigwart Cahnmann                                         | Sophie-Stehle-Straße 12                  | 13. Juni 2023 | Sigwart Cahnmann, geboren 09.02.1872 in Rheinbischofsheim, im Herbst 1938 aus seinem Haus vertrieben, gestorben 13.01.1942 in München                                                                                       |      |
|      | Charlotte Luise Carney                                   | Franz-Josef-Strauß-Ring 4                | 5. Okt. 2021  | Charlotte (Lotte) Carney, geb. Hermann, geboren 17.08.1900 in Berlin, deportiert 13.03.1943 in das KZ Auschwitz, ermordet 30.04.1943 im KZ Auschwitz                                                                        |      |
|      | Anna (Aniele) Caspari                                    | Brienner Straße 12                       | 20. Nov. 24   | Anna (Aniela) Caspari, geb. Naphtali, geboren 16.05.1900 in Breslau, deportiert 20.11.1941 nach Kaunas, ermordet 25.11.1941 in Kaunas                                                                                       |      |
|      | André Abel Coulaud                                       | Ohmstraße 1                              | 31. Mai 2022  | André Abel Coulaud, geboren 10.07.1916 in Paris, zur Zwangsarbeit verpflichtet seit Januar 1943 in München, erschossen 12.02.1945 in München                                                                                |      |
|      | Friedrich Crusius                                        | Mandlstraße 21                           | 26. Juli 2018 | Dr. Friedrich Crusius, geboren 15.08.1897 in Tübingen, zwangseingewiesen 01.04.1938 in die Heilanstalt Eglfing-Haar, ermordet 08.03.1941 in der Heilanstalt Niedernhart                                                     |      |
|      | Hugo Daffner                                             | Ickstattstraße 17                        | 26. Juli 2019 | Dr. Hugo Daffner, geboren 02.06.1882 in München, eingewiesen 20.12.1935 in das KZ Dachau, ermordet 09.10.1936 im KZ Dachau                                                                                                  |      |
|      | Julius Davidsohn                                         | Widenmayerstraße 45                      | 22. Sep. 2022 | Julius Davidsohn, geboren 08.02.1874 in Hannover, deportiert 16.07.1942 in das Ghetto Theresienstadt, ermordet 11.08.1942 im Ghetto Theresienstadt                                                                          |      |
|      | Semaya Davidsohn                                         | Widenmayerstraße 45                      | 22. Sep. 2022 | Semaya Franziska Davidsohn, geb. Hirsch, geboren 31.05.1879 in Frankfurt am Main, deportiert 16.07.1942 in das Ghetto Theresienstadt, ermordet 24.04.1943 im Ghetto Theresienstadt                                          |      |
|      | Theodolinde Diem                                         | Romanstraße 74                           | 18. Jan. 2019 | Theodolinde „Thea“ Diem, geboren 21.03.1909 in München, deportiert 09.04.1941 aus Schönbrunn in die Heil- und Pflegeanstalt Eglfing-Haar, ermordet 29.04.1941 oder in den Folgetagen in der Tötungsanstalt Hartheim         |      |
|      | Eugen Doernberger                                        | Ohmstraße 13                             | 7. Nov. 2022  | Dr. med. Eugen Doernberger, geboren 03.04.1867 in München, gestorben 21.03.1938 in München |      |
|      | Arthur Dreyer                                            | Johann-von-Werth-Straße 2                | 24. Okt. 2022 | Dr. med. Arthur Dreyer, geboren 21.04.1870 in Bielefeld, deportiert 23.06.1942 in das Ghetto Theresienstadt, ermordet 24.02.1943 im Ghetto Theresienstadt                                                                   |      |
|      | Paula Dreyer                                             | Johann-von-Werth-Straße 2                | 24. Okt. 2022 | Paula Dreyer, geb. Lehmann, geboren 08.11.1876 in München, gestorben 27.11.1940 in München |      |
|      | Alexander Ludwig Dünkelsbühler                           | Katharina-von-Bora-Straße 10             | 24. Juli 2020 | Alexander Dünkelsbühler, geboren 06.05.1875 in Nürnberg, Suizid 24.09.1935 in Dresden |      |
|      | Chaim (Christian, Cherim) Eingelster                     | Fasangartenstraße 124                    | 11. Mai 2022  | Chaim Eingelster, geboren 05.11.1879 in Vilnius, deportiert 04.04.1942 nach Piaski, Schicksal unbekannt |      |
|      | Chejne (genannt: Helene; auch: Chjena, Chile) Eingelster | Fasangartenstraße 124                    | 11. Mai 2022  | Chejne (Helene) Eingelster, geb. Gelfar, geboren 19.11.1877 in Vilnius, deportiert 04.04.1942 nach Piaski, Schicksal unbekannt                                                                                              |      |
|      | Georg Elser                                              | Türkenstraße 94                          | 9. Apr. 2019  | Johann Georg Elser, geboren 04.01.1903 in Hermaringen, verhaftet 08.11.1939 in Konstanz, ermordet 09.04.1945 im KZ Dachau                                                                                                   |      |
|      | Babette (Betty) Epstein                                  | Sendlinger Straße 21                     | 6. Juli 2023  | Betty Epstein, geb. Wallach, geboren 14.08.1877 in Geseke, deportiert 15.07.1942 in das Ghetto Theresienstadt, ermordet 13.10.1942 im Ghetto Theresienstadt                                                                 |      |
|      | Hugo Epstein                                             | Sendlinger Straße 21                     | 6. Juli 2023  | Hugo Epstein, geboren 23.11.1872 in Breslau, inhaftiert 10.11.1938 im KZ Dachau, gestorben 20.05.1942 in München |      |
|      | Lotte Ernst                                              | Hiltenspergerstraße 43                   | 5. März 2025  | Lotte Ernst, geb. Schönberg, geboren 18.07.1903 in München, verhaftet 15.09.1942 in Zagreb, ermordet vermutlich im KZ Jasenovac                                                                                             |      |
|      | Rudolf Ernst                                             | Hiltenspergerstraße 43                   | 5. März 2025  | Rudolf Ernst, geboren 19.09.1896 in München, Suizid wegen drohender Verhaftung am 07.08.1941 in Zagreb |      |
|      | Heinz Eschen                                             | Deidesheimer Straße 2                    | 24. Okt. 2024 | Heinz Eschen, geboren 03.05.1909 in Filehne (Wieleń), inhaftiert Februar 1933 im Polizeigefängnis München, ermordet 30.01 oder 31.01.1938 im KZ Dachau                                                                      |      |
|      | Johanna Felsen                                           | Luisenstraße 7                           | 23. Nov. 2022 | Johanna Felsen, geboren 16.09.1913 in München, deportiert 01.02.1938 nach Polen, ermordet vermutlich Ende 1942 im Ghetto Warschau                                                                                           |      |
|      | Doris Flaschner                                          | Haimhauserstraße 2                       | 16. Nov. 2023 | Doris Flaschner, geb. Treumann, geboren 31.10.1895 in Bamberg, deportiert 04.04.1942 in das Ghetto Piaski, Schicksal unbekannt                                                                                              |      |
|      | Karl-Heinrich Flaschner                                  | Haimhauserstraße 2                       | 16. Nov. 2023 | Karl-Heinrich Flaschner, geboren 28.08.1924 in München, deportiert 04.04.1942 in das Ghetto Piaski, Schicksal unbekannt |      |
|      | Martin Flaschner                                         | Haimhauserstraße 2                       | 16. Nov. 2023 | Dr. Martin Flaschner, geboren 02.11.1882 in Burgkunstadt, gestorben 14.03.1934 in München |      |
|      | Meta Fleischhacker                                       | Leonrodstraße 33                         | 17. Mai 2024  | Meta Fleischhacker, geb. Holzer, geboren 14.07.1896 in Würzburg, deportiert 04.04.1942 in das Ghetto Piaski, Schicksal unbekannt                                                                                            |      |
|      | Oskar Fleischhacker                                      | Leonrodstraße 33                         | 17. Mai 2024  | Oskar Fleischhacker, geboren 24.01.1890 in Siegburg, deportiert 04.04.1942 in das Ghetto Piaski, Schicksal unbekannt |      |
|      | Benedikt Frank                                           | Ysenburgstraße 7                         | 17. Mai 2024  | Benedikt Frank, geboren 16.08.1857 in Goddelsheim, gestorben 12.06.1934 in München |      |
|      | Frieda Frank                                             | Ysenburgstraße 7                         | 17. Mai 2024  | Frieda Frank, geb. Hänlein, geboren 27.04.1871 in Fürth, deportiert 23.06.1942 in das Ghetto Theresienstadt, ermordet 21. oder 22.09.1942 im Vernichtungslager Treblinka                                                    |      |
|      | Ludwig Frank                                             | Johann-von-Werth-Straße 3                | 24. Okt. 2022 | Dr. phil. Ludwig Frank, geboren 25.12.1878 in Steinach, von der Gestapo verhaftet 23.11.1939 in München, ermordet 12.04.1940 im KZ Sachsenhausen                                                                            |      |
|      | Adolf Freitag                                            | Wendl-Dietrich-Straße 54                 | 18. Juli 2023 | Adolf (Wolf) Freitag, geboren 19.10.1880 in Heilbronn, deportiert 13.01.1944 in das Ghetto Theresienstadt, ermordet 12.10.1944 oder in den Folgetagen im KZ Auschwitz                                                       |      |
|      | Max Joseph Freund                                        | Elisabethstraße 39                       | 24. Mai 2023  | Max Josef Freund, geboren 20.06.1897 in Kleinwallstadt, Suizid 28.10.1937 in Amsterdam, um seine Familie zu retten |      |
|      | Auguste Friedmann                                        | Luisenstraße 7                           | 23. Nov. 2022 | Auguste (Gustl) Friedmann, geb. Löwengart, geboren 13.06.1898 in Nördlingen, deportiert 20.11.1941 nach Kaunas, ermordet 25.11.1941 in Kaunas                                                                               |      |
|      | Marie Helene Frohmann                                    | Wendl-Dietrich-Straße 30                 | 18. Juli 2023 | Marie Helene (Mary) Frohmann, geb. Schatz, geboren 04.03.1888 in Bochum, gestorben 26.06.1938 in München |      |
|      | August Gänswein                                          | Müllerstraße 34                          | 27. Jan. 2023 | August Gänswein, geboren 23.03.1891 in Riedern am Wald, inhaftiert 05.12.1936 im KZ Dachau, ermordet 22.01.1942 oder in den Folgetagen in der Tötungsanstalt Hartheim                                                       |      |
|      | Friedrich Johann Gemmel                                  | Arnulfstraße 194                         | 18. Juli 2023 | Friedrich Johann Gemmel, geboren 08.05.1868 in Poppenreuth, zwangseingewiesen 13.09.1943 in die Heil- und Pflegeanstalt Egling-Haar, ermordet 15.09.1943 in der Heil- und Pflegeanstalt Egling-Haar                         |      |
|      | Wilhelm Gögel                                            | Aberlestraße 42                          | 15. Apr. 2024 | Wilhelm Gögel, geboren 01.11.1932 in München, aufgenommen 15.10.1942 in die Heil- und Pflegeanstalt Eglfing-Haar, ermordet 15.04.1943 in der Heil- und Pflegeanstalt Eglfing-Haar                                           |      |
|      | Gisela Goldlust                                          | Neuhauser Straße 18                      | 12. Juni 2023 | Gisela Goldlust, geb. Klein, geboren 19.10.1875 in Tyrnau (Trnava), deportiert 22.07.1942 in das Ghetto Theresienstadt, ermordet 24.04.1944 im Ghetto Theresienstadt                                                        |      |
|      | Leopold Paul Goldlust                                    | Neuhauser Straße 18                      | 12. Juni 2023 | Kastellan der Israelitischen Kultusgemeinde München Leopold Paul Goldlust, geboren 18.01.1876 in Preßburg (Bratislava), im Dezember 1938 aus seiner Wohnung vertrieben, ermordet 08.12.1939 im KZ Buchenwald                |      |
|      | Rudolf Gottlieb                                          | Wendl-Dietrich-Straße 54                 | 18. Juli 2023 | Rudolf Gottlieb, geboren 04.10.1888 in Judenburg, deportiert 18.01.1944 von Kamp Westerborg in das Ghetto Theresienstadt, ermordet 03.10.1944 im KZ Auschwitz                                                               |      |
|      | James Malcom Greene                                      | Rungestraße 8                            | 19. Juli 2019 | James M. Greene, geboren 19.09.1924 in Paducah, USA, abgeschossen 19.07.1944 über München, ermordet 19.07.1944 in München                                                                                                   |      |
|      | Fanny Gross                                              | Rosenheimer Straße 191                   | 23. März 2023 | Fanny Gross, geb. Deutsch, geboren 29.03.1873 in Miklós (Ungarn), gestorben 23.07.1939 in München |      |
|      | Klara Grüner                                             | Rosenheimer Straße 216                   | 23. März 2023 | Klara Grüner, geb. Boroschowitz, geboren 19.02.1878 in München, deportiert 20.04.1943 in das Ghetto Theresienstadt, ermordet nach dem 15.05.1944 im Vernichtungslager Auschwitz-Birkenau                                    |      |
|      | Gertrud Emma Gugenheim                                   | Donnersbergerstraße 9                    | 2. Juni 2025  | Gertrud Emma Gugenheim, geboren 05.02.1925 in München, deportiert 20.11.1941 nach Kaunas, ermordet 25.11.1941 in Kaunas |      |
|      | Ilse Gugenheim                                           | Donnersbergerstraße 9                    | 17. Mai 2024  | Ilse Gugenheim, geb. Blumenreich, geboren 11.07.1899 in Magdeburg, deportiert 20.11.1941 nach Kaunas, ermordet 25.11.1941 in Kaunas                                                                                         |      |
|      | Otto Gugenheim                                           | Donnersbergerstraße 9                    | 17. Mai 2024  | Otto Gugenheim, geboren 24.03.1885 in Esslingen, deportiert 20.11.1941 nach Kaunas, ermordet 25.11.1941 in Kaunas |      |
|      | Josef Gunzenhäuser                                       | Elisabethstraße 21 (Stele)               | 8. Juli 2021  | Dr. Josef Gunzenhäuser, geboren 06.07.1896 in Frankfurt am Main, Schüler am Humanistischen Gymnasium Ingolstadt 1906–1915, deportiert 05.06.1942 in das Ghetto Theresienstadt, ermordet 01.07.1942 im Ghetto Theresienstadt |      |
| Bild | Josef Gunzenhäuser                                       | Gymnasiumstraße 15 in Ingolstadt (Tafel) | 1. Juli 2020  | Dr. Josef Gunzenhäuser, geboren 06.07.1896 in Frankfurt am Main, Schüler am Humanistischen Gymnasium Ingolstadt 1906–1915, deportiert 05.06.1942 in das Ghetto Theresienstadt, ermordet 01.07.1942 im Ghetto Theresienstadt |      |
|      | Emanuel Gutmann                                          | Tengstraße 25                            | 23. Sep. 2021 | Emanuel Gutmann, geboren 29.12.1873 in Gemmingen, deportiert 23.06.1942 in das Ghetto Theresienstadt, ermordet 24.10.1943 im Ghetto Theresienstadt                                                                          |      |
|      | Inge Gutmann                                             | Luisenstraße 7                           | 23. Nov. 2022 | Inge (Ingeborg) Gutmann, geboren 06.12.1923 in München, deportiert 20.11.1941 nach Kaunas, ermordet 25.11.1941 in Kaunas |      |
|      | Margit Gutmann                                           | Luisenstraße 7                           | 23. Nov. 2022 | Dr. Margit Gutmann, geboren 19.12.1903 in Erding, deportiert 10.09.1943 in das KZ Auschwitz, ermordet nach dem 11.09.1943 oder in den Folgetagen im KZ Auschwitz                                                            |      |
|      | Sophie Gutmann                                           | Tengstraße 25                            | 23. Sep. 2021 | Sophie Gutmann, geb. Marx, geboren 16.05.1878 in Heilbronn, deportiert 23.06.1942 in das Ghetto Theresienstadt, ermordet 11.10.1944 im Ghetto Theresienstadt                                                                |      |
|      | Bernhard Haas                                            | Varnhagenstraße 7a                       | 28. Nov. 2018 | Bernhard Haas, geboren 25.11.1871 in Thalmässing, verhaftet 10.11.1938 in München, ermordet 28.11.1938 im KZ Dachau |      |
|      | Walter Häbich                                            | Sendlinger Straße 30                     | 24. Okt. 2024 | Walter Häbich, geboren 15.10.1904 in Botnang, verschleppt 23.09.1933 in das KZ Dachau, ermordet 30.06. oder 01.07.1934 im KZ Dachau                                                                                         |      |
|      | Martin Mojzesz Moritz Hallerz                            | Anglerstraße 9                           | 24. Nov. 2019 | Martin Mojzesz Moritz Hallerz, geboren 09.12.1877 in Tarnów, inhaftiert 09.09.1939 im Gestapogefängnis München, ermordet 11.03.1942 in der Tötungsanstalt Bernburg                                                          |      |
|      | Riwka Malka Hallerz                                      | Anglerstraße 9                           | 24. Nov. 2019 | Riwka Malka (Regina) Hallerz, geb. Anker, geboren 29.03.1879 in Tarnów, deportiert 20.11.1941 nach Kaunas, ermordet 25.11.1941 in Kaunas                                                                                    |      |
|      | Barbara Hartard                                          | Unsöldstraße 13                          | 28. Jan. 2019 | Barbara Hartard, geboren 28.12.1895 in Freimersheim (Pfalz), deportiert 03.09.1940 von Eglfing-Haar in die Heil- und Pflegeanstalt Niedernhart, ermordet September 1940 in der Tötungsanstalt Hartheim                      |      |
|      | Fritz Hausmann                                           | Walchenseeplatz 15                       | 23. Juli 2024 | Fritz Hausmann, geboren 06.11.1901 in München, deportiert 04.04.1942 nach Pisaki, Schicksal unbekannt |      |
|      | Bernhard Hausner                                         | Hans-Sachs-Straße 13                     | 17. Juli 2024 | Bernhard Hausner, geboren 21.05.1853 in Oettingen, deportiert 10.06.1942 in das Ghetto Theresienstadt, ermordet 11.10.1942 im Ghetto Theresienstadt                                                                         |      |
|      | Josef Hausner                                            | Hans-Sachs-Straße 13                     | 17. Juli 2024 | Josef Hausner, geboren 03.12.1844 in München, gestorben 20.11.1935 in München |      |
|      | Ilse Hecht                                               | Am Harras 12                             | 29. Juli 2024 | Ilse Hecht, geb. Ehrenfreund, geboren 01.03.1915 in Berlin, deportiert 16.07.1942 von Kamp Westerbork in das KZ Auschwitz, ermordet 18.07.1942 im KZ Auschwitz                                                              |      |
|      | Irma Marianne Hecht                                      | Ohmstraße 13                             | 7. Nov. 2022  | Irma Marianne Hecht, geboren 06.11.1885 in Nürnberg, deportiert 20.11.1941 nach Kaunas, ermordet 25.11.1941 in Kaunas |      |
|      | Meta Hecht                                               | Am Harras 12                             | 29. Juli 2024 | Meta Cäcilie Hecht, geb. Cassel, geboren 06.11.1890 in Barmen-Elberfeld, deportiert 02.02.1943 von Kamp Westerbork in das KZ Auschwitz, ermordet 05.02.1943 im KZ Auschwitz                                                 |      |
|      | Norbert Hecht                                            | Am Harras 12                             | 29. Juli 2024 | Norbert Nathan Hecht, geboren 22.10.1869 in Neuhaus an der Saale, deportiert 02.02.1943 von Kamp Westerbork in das KZ Auschwitz, ermordet 05.02.1943 im KZ Auschwitz                                                        |      |
|      | Peter Hecht                                              | Am Harras 12                             | 29. Juli 2024 | Peter Frank Hecht, geboren 05.08.1938 in Amsterdam, deportiert 16.07.1942 von Kamp Westerbork in das KZ Auschwitz, ermordet 18.07.1942 im KZ Auschwitz                                                                      |      |
|      | Werner Hecht                                             | Am Harras 12                             | 29. Juli 2024 | Werner Sigismund Hecht, geboren 29.07.1915 in München, deportiert 16.07.1942 von Kamp Westerbork in das KZ Auschwitz, ermordet 30.09.1942 im KZ Auschwitz                                                                   |      |
|      | Henriette Heilbronner                                    | Hans-Sachs-Straße 13                     | 17. Juli 2024 | Henriette Heilbronner, geb. Hausner, geboren 19.01.1860 in Oettingen, deportiert 10.06.1942 in das Ghetto Theresienstadt, ermordet 24.11.1942 im Ghetto Theresienstadt                                                      |      |
|      | Elisabeth Heims                                          | Katharina-von-Bora-Straße 10             | 24. Juli 2020 | Elisabeth Heims, geboren 25.07.1895 in Berlin, deportiert 20.11.1941 nach Kaunas, ermordet 25.11.1941 in Kaunas |      |
|      | Siegmund Hellmann                                        | Herzogstraße 55                          | 11. Juli 2024 | Prof. Dr. phil. Siegmund Hellmann, geboren 19.03.1872 in München, deportiert 22.07.1942 in das Ghetto Theresienstadt, ermordet 07.12.1942 im Ghetto Theresienstadt                                                          |      |
|      | Heinz Herschdörfer                                       | Wilramstraße 10                          | 22. Okt. 2024 | Heinz Herszdörfer (Herschdörfer), geboren 25.10.1910 in München, verschleppt in das KZ Sachsenhausen, ermordet 14.09.1939 im KZ Sachsenhausen                                                                               |      |
|      | Hedwig Hiller                                            | Burgstraße 1                             | 6. Juli 2023  | Hedwig Hiller, geboren 02.07.1876 in München, gestorben 30.01.1934 in München |      |
|      | Johanna Hiller                                           | Burgstraße 1                             | 6. Juli 2023  | Jeanette (Johanna) Hiller, geboren 28.05.1867 in München, deportiert 05.06.1942 in das Ghetto Theresienstadt, ermordet 18.06.1942 im Ghetto Theresienstadt                                                                  |      |
|      | Rosa Hiller                                              | Burgstraße 1                             | 6. Juli 2023  | Rosa Hiller, geboren 25.12.1869 in München, deportiert 05.06.1942 in das Ghetto Theresienstadt, ermordet 06.12.1942 im Ghetto Theresienstadt                                                                                |      |
|      | Auguste Hirsch                                           | Königinstraße 85                         | 5. Okt. 2021  | Auguste Hirsch, geb. Amschel, geboren 28.02.1857 in Frankfurt am Main, gestorben 01.04.1942 in Arnheim, Niederlande |      |
|      | Paul Hirsch                                              | Königinstraße 85                         | 5. Okt. 2021  | Dr. Paul Hirsch, geboren 23.07.1885 in Augsburg, deportiert 15.06.1942 in das Vernichtungslager Sobibor, ermordet vermutlich 19.06.1942 im Vernichtungslager Sobibor                                                        |      |
|      | Minna Hirschberg                                         | Franz-Josef-Strauß-Ring 4                | 19. Juli 2022 | Minna Hirschberg, geb. Weinberger, geboren 16.03.1865 in Wüstensachsen, deportiert 04.06.1942 in das Ghetto Theresienstadt, ermordet 01.08.1942 im Ghetto Theresienstadt                                                    |      |
|      | Anita Hoffmann                                           | Ehrenbürgstraße 9                        | 18. Juli 2025 | Anita Hoffmann, geboren 21.01.1926 in Wyssoke, Reichsbahnlager Neuaubing, gestorben 14.12.1943 im Rahmen des Zwangsarbeitseinsatzes in München                                                                              |      |
|      | Ludwig Holleis                                           | Daiserstraße 45                          | 27. Juli 2018 | Ludwig Holleis, geboren 30.09.1897 in Rosenheim, verhaftet 07.01.1944 in München, gestorben durch Folter 29.03.1944 in München                                                                                              |      |
|      | Alfred Holzer                                            | Trogerstraße 44                          | 9. Apr. 2025  | Alfred Holzer, geboren 11.06.1907 in Traunstein, deportiert 20.11.1941 nach Kaunas, ermordet 25.11.1941 in Kaunas |      |
|      | Benno Holzer                                             | Trogerstraße 44                          | 9. Apr. 2025  | Benno Holzer, geboren 10.01.1904 in Traunstein, deportiert 20.11.1941 nach Kaunas, ermordet 25.11.1941 in Kaunas |      |
|      | Hedwig Holzer                                            | Trogerstraße 44                          | 9. Apr. 2025  | Hedwig Holzer, geboren 17.02.1906 in Traunstein, deportiert 13.03.1943 in das Vernichtungslager Auschwitz-Birkenau, ermordet 16.03.1943 oder in den Folgetagen in Auschwitz-Birkenau                                        |      |
|      | Martha Babette Holzer                                    | Trogerstraße 44                          | 9. Apr. 2025  | Martha Babette Holzer, geb. Trautmann, geboren 26.05.1907 in Bergzabern, deportiert 20.11.1941 nach Kaunas, ermordet 25.11.1941 in Kaunas                                                                                   |      |
|      | Willi Holzer                                             | Trogerstraße 44                          | 9. Apr. 2025  | Willi (Wolf) Holzer, geboren 03.07.1874 in Stein am Kocher, deportiert 23.07.1943 in das Ghetto Theresienstadt, ermordet 21. oder 22.09.1942 im Vernichtungslager Treblinka                                                 |      |
|      | Fanny Holzinger                                          | Tengstraße 26                            | 8. Juli 2021  | Fanny Holzinger, geboren 09.11.1913 in Windsbach, deportiert 16.07.1942 in das Ghetto Theresienstadt, Schicksal unbekannt                                                                                                   |      |
|      | Emma Hutzelmann                                          | Margaretenstraße 18                      | 26. Jan. 2019 | Emma Hutzelmann, geb. Holleis, geboren 17.11.1900 in Rosenheim, inhaftiert 06.01.1944 im Gestapogefängnis München, im Versteck gestorben 27.11.1944 in München                                                              |      |
|      | Hans Hutzelmann                                          | Margaretenstraße 18                      | 26. Jan. 2019 | Hans Hutzelmann, geboren 29.05.1906 in München, inhaftiert 06.01.1944 im Gestapogefängnis München, hingerichtet 15.01.1945 im Zuchthaus Brandenburg-Görden                                                                  |      |
|      | Elisabeth Jochsberger                                    | Luisenstraße 7                           | 23. Nov. 2022 | Elisabeth Rosa (Liesl) Jochsberger, geboren 14.09.1910 in München, verlegt 1939 oder 1940 in die Heil- und Pflegeanstalt Eglfing-Haar, ermordet 20.09.1940 oder in den Folgetagen in der Tötungsanstalt Hartheim            |      |
|      | Paula Jordan                                             | Mauerkircherstraße 13                    | 26. Juli 2018 | Paula Jordan, geb. Frank, geboren 17.05.1889 in Steinach a. d. Saale, deportiert 20.11.1941 nach Kaunas, ermordet 25.11.1941 in Kaunas                                                                                      |      |
|      | Siegfried Jordan                                         | Mauerkircherstraße 13                    | 26. Juli 2018 | Fritz (Siegfried) Jordan, geboren 18.07.1889 in München, deportiert 20.11.1941 nach Kaunas, ermordet 25.11.1941 in Kaunas                                                                                                   |      |
|      | Erwin Elias Kahn                                         | Hans-Sachs-Straße 18                     | 16. Apr. 2023 | Erwin Elias Kahn, geboren 12.09.1900 in München, verhaftet 11.03.1933 in München, schwer verletzt 12.04.1933 durch die SS im KZ Dachau, ermordet 16.04.1933 in der Klinik Nußbaumstraße                                     |      |
|      | Josef Kaltenbacher                                       | Marienstraße 10                          | 6. Juli 2023  | Josef Kaltenbacher, geboren 26.02.1902 in Sankt Blasien, inhaftiert 27.05.1936 im Polizeigefängnis München, ermordet 12.03.1940 im KZ Mauthausen                                                                            |      |
|      | Andrij Kiritschenko                                      | Ehrenbürgstraße 9                        | 18. Juli 2025 | Andrij Kiritschenko, geboren 08.03.1925 in Tscherkassy, verschleppt zur Zwangsarbeit in das Reichsbahnlager Neuaubing, gestorben 07.04.1944 im Rahmen des Zwangsarbeitseinsatzes im BWM-Barackenlager Schleißheimer Straße  |      |
|      | Emanuel Kirschner                                        | Neuhauser Straße 18                      | 12. Juni 2023 | Kantor der Israelitischen Kultusgemeinde München Emanuel Menachem Ben Aron Kirschner, geboren 15.02.1857 in Rokitnitz, im Juni 1938 aus seiner Wohnung vertrieben, gestorben 28.09.1938 in München                          |      |
|      | Ida Kirschner                                            | Neuhauser Straße 18                      | 12. Juni 2023 | Ida Kirschner, geb. Bühler, geboren 22.01.1862 in Bühl, kurz vor der Deportation gestorben 04.06.1942 in München |      |
|      | Albert Kissinger                                         | Bürkleinstraße 20                        | 20. Nov. 2018 | Albert Kissinger, geboren 19.02.1931 in München, deportiert 20.11.1941 nach Kaunas, ermordet 25.11.1941 in Kaunas |      |
|      | Ferdinand Kissinger                                      | Bürkleinstraße 20                        | 20. Nov. 2018 | Ferdinand Kissinger, geboren 13.10.1891 in Urspringen, deportiert 20.11.1941 nach Kaunas, ermordet 25.11.1941 in Kaunas |      |
|      | Jenny Kissinger                                          | Bürkleinstraße 20                        | 20. Nov. 2018 | Jenny Kissinger, geb. Schuster, geboren 20.11.1908 in Wenkheim, deportiert 20.11.1941 nach Kaunas, ermordet 25.11.1941 in Kaunas                                                                                            |      |
|      | Julius Kissinger                                         | Bürkleinstraße 20                        | 20. Nov. 2018 | Julius Kissinger, geboren 07.11.1894 in Urspringen, deportiert 20.11.1941 nach Kaunas, ermordet 25.11.1941 in Kaunas |      |
|      | Manfred Kissinger                                        | Bürkleinstraße 20                        | 20. Nov. 2018 | Manfred Kissinger, geboren 27.03.1932 in München, deportiert 20.11.1941 nach Kaunas, ermordet 25.11.1941 in Kaunas |      |
|      | Simon Kissinger                                          | Bürkleinstraße 20                        | 20. Nov. 2018 | Simon Kissinger, geboren 18.02.1859 in Rödelsee, gestorben 15.02.1939 in München |      |
|      | Max Moritz Klar                                          | Jutastraße 24                            | 27. Jan. 2019 | Dr. med. Max Moritz Klar, geboren 20.12.1875 in Weimar, inhaftiert 09.11.1938 im KZ Dachau, ermordet 30.11.1938 im KZ Dachau                                                                                                |      |
|      | Sylvia Elvira Klar                                       | Jutastraße 24                            | 27. Jan. 2019 | Sylvia Elvira Klar, geb. Adlerstein, geboren 26.03.1885 in München, deportiert 21.04.1941 in das KZ Ravensbrück, ermordet Ende Mai oder Anfang Juni 1942 in der Tötungsanstalt Bernburg                                     |      |
|      | Walter Klingenbeck                                       | Amalienstraße 44                         | 5. Aug. 2018  | Walter Klingenbeck, geboren 30.03.1924 in München, verhaftet 26.01.1942 in München, ermordet 05.08.1943 im Gefängnis München-Stadelheim                                                                                     |      |
|      | Emanuel Kocherthaler                                     | Bürkleinstraße 20                        | 20. Nov. 2018 | Emanuel Kocherthaler, geboren 22.12.1869 in Ernsbach, deportiert 04.06.1942 in das KZ Theresienstadt, ermordet 04.02.1943 im KZ Theresienstadt                                                                              |      |
|      | Rosa Kocherthaler                                        | Bürkleinstraße 20                        | 20. Nov. 2018 | Rosa Kocherthaler, geb. Falk, geboren 02.10.1879 in München, deportiert 04.06.1942 in das KZ Theresienstadt, ermordet 06.04.1943 im KZ Theresienstadt                                                                       |      |
|      | Dirk Koedoot                                             | Bingener-/Triebstraße                    | 20. Feb. 2020 | Dirk Koedoot, geboren 08.02.1925 in Ijsselmonde, Niederlande, verschleppt Sommer/Herbst 1943 in das Arbeitserziehungslager München-Moosach, gestorben 20.10.1943 infolge von Folter in München                              |      |
|      | Elisabeth Kohn                                           | Luisenstraße 7                           | 23. Nov. 2022 | Dr. Elisabeth Kohn, geboren 11.02.1902 in München, deportiert 20.11.1941 nach Kaunas, ermordet 25.11.1941 in Kaunas |      |
|      | Franz Kohn                                               | Landlstraße 3                            | 23. Juli 2024 | Franz Kohn, geboren 02.11.1895 in Rosenheim, deportiert 20.11.1941 nach Kaunas, ermordet 25.11.1941 in Kaunas |      |
|      | Marie Luise Kohn                                         | Luisenstraße 7                           | 23. Nov. 2022 | Marie Luise Kohn, Künstlername Maria Luiko, geboren 25.01.1904 in München, deportiert 20.11.1941 nach Kaunas, ermordet 25.11.1941 in Kaunas                                                                                 |      |
|      | Alois Koller                                             | Rotbuchenstraße 33                       | 23. Juli 2024 | Alois Koller, geboren 10.07.1884 in Grasfilzing, inhaftiert 11.01.1937 im Polizeigefängnis München, ermordet 31.05.1939 im KZ Dachau                                                                                        |      |
|      | Berta Konn                                               | Franz-Josef-Strauß-Ring 4                | 5. Okt. 2021  | Berta Konn, geb. Franc, geboren 30.10.1863 in Tauberbischofsheim, deportiert 27.08.1942 in das Ghetto Theresienstadt, ermordet 24.04.1943 im Ghetto Theresienstadt                                                          |      |
|      | Clementine Krämer                                        | Trautenwolfstraße 4                      | 12. Juni 2023 | Clementine Sophie Krämer, geb. Cahnmann, geboren 07.09.1873 in Rheinbischofsheim, deportiert 01.07.1942 in das Ghetto Theresienstadt, ermordet 04.11.1942 im Ghetto Theresienstadt                                          |      |
|      | Max Krämer                                               | Trautenwolfstraße 4                      | 12. Juni 2023 | Max Krämer, geboren 23.08.1864 in München, im Sommer 1937 aus seiner Wohnung vertrieben, gestorben 16.08.1938 in München |      |
|      | Emilija Kriger                                           | Ehrenbürgstraße 9                        | 18. Juli 2025 | Emilija Kriger, geboren 1862 vermutlich in Radomyschl, verschleppt zur Zwangsarbeit in das Reichsbahnlager Neuaubing, gestorben 24.11.1944 im Rahmen des Zwangsarbeitseinsatzes im Reichsbahnlager Neuaubing                |      |
|      | Klara Chana Krippel                                      | Westermühlstraße 37                      | 18. Juni 2025 | Klara Chana Krippel, geb. Mandel, geboren 21.05.1914 in München, nach Rzeszów geflüchtet Sommer 1939, Schicksal unbekannt                                                                                                   |      |
|      | Henriette Krochmal                                       | Luisenstraße 7                           | 23. Nov. 2022 | Henriette (Henryka) Zuckerberg-Krochmal, geboren 27.05.1907 in München, deportiert 04.04.1942 nach Piaski, Schicksal unbekannt                                                                                              |      |
|      | Therese Kühner                                           | Auenstraße 15                            | 27. Juli 2018 | Therese Kühner, geb. Danhofer, geboren 25.04.1884 in Unterwelkertshofen, inhaftiert 02.08.1943 im Polizeigefängnis Ettstraße, ermordet 06.10.1944 in Berlin-Plötzensee                                                      |      |
|      | Franz Landauer                                           | Königinstraße 85                         | 26. Juli 2018 | Franz Landauer, geboren 26.07.1882 in München, inhaftiert 10.12.1942 im Kamp Westerbork, ermordet 10.07.1943 im Kamp Westerbork                                                                                             |      |
|      | Jakob Hirsch Landauer                                    | Tengstraße 25                            | 23. Sep. 2021 | Jakob Hirsch Landauer, geboren 07.09.1858 in Binswangen, gestorben 12.05.1937 in München |      |
|      | Rosa Landauer                                            | Tengstraße 25                            | 23. Sep. 2021 | Rosa Landauer, geb. Oppenheimer, geboren 25.06.1870 in München, gestorben 16.01.1939 in München |      |
|      | Betty Landauer                                           | Maronstraße 5                            | 8. Juli 2025  | Betty Landauer, geboren 03.12.1889 in Ansbach, deportiert 20.11.1941 nach Kaunas, ermordet 25.11.1941 in Kaunas |      |
|      | Tilly Landauer                                           | Königinstraße 85                         | 26. Juli 2018 | Tilly Landauer, geb. Höchstädter, geboren 02.04.1887 in München, inhaftiert 10.12.1942 im Kamp Westerbork, ermordet 15.10.1944 im KZ Auschwitz                                                                              |      |
|      | August Levi                                              | Tengstraße 32                            | 20. Okt. 2022 | August Levi, geboren 24.06.1884 in Saarwellingen, deportiert 20.11.1941 nach Kaunas, ermordet 25.11.1941 in Kaunas |      |
|      | Heinz Levi                                               | Tengstraße 32                            | 20. Okt. 2022 | Heinz Levi, geboren 03.10.1922 in Saarlouis, deportiert 20.11.1941 nach Kaunas, ermordet 25.11.1941 in Kaunas |      |
|      | Johanna Levi                                             | Tengstraße 32                            | 20. Okt. 2022 | Johanna Helene Levi, geboren 02.09.1923 in Saarlouis, deportiert 20.11.1941 nach Kaunas, ermordet 25.11.1941 in Kaunas |      |
|      | Lore Levi                                                | Tengstraße 32                            | 20. Okt. 2022 | Lore Cora Levi, geboren 05.04.1935 in Saarlouis, deportiert 20.11.1941 nach Kaunas, ermordet 25.11.1941 in Kaunas |      |
|      | Sofie Levi                                               | Tengstraße 32                            | 20. Okt. 2022 | Sofie Levi, geb. Marx, geboren 10.04.1893 in Weinsheim, deportiert 20.11.1941 nach Kaunas, ermordet 25.11.1941 in Kaunas |      |
|      | Ruth Levinger                                            | Gaußstraße 3 (Stele)                     | 20. Sep. 2019 | Ruth Levinger, geboren 20.01.1908 in München, verlegt 08.02.1939 in die Heil- und Pflegeanstalt Eglfing-Haar, ermordet 20.09.1940 oder in den Folgetagen in der Tötungsanstalt Hartheim                                     |      |
|      | Ruth Levinger                                            | Luisenstraße 7 (Tafel)                   | 23. Nov. 2022 | Ruth Levinger, geboren 20.01.1908 in München, verlegt 08.02.1939 in die Heil- und Pflegeanstalt Eglfing-Haar, ermordet 20.09.1940 oder in den Folgetagen in der Tötungsanstalt Hartheim                                     |      |
|      | Gertrud Fanny Lewin                                      | Luisenstraße 7                           | 23. Nov. 2022 | Gertrud Fanny Lewin, geb. Samson, geboren 27.05.1911 in Stuttgart, deportiert 20.11.1941 nach Kaunas, ermordet 25.11.1941 in Kaunas                                                                                         |      |
|      | Siegfried Lichtenstaedter                                | Arcisstraße 39                           | 6. Dez. 2022  | Schriftsteller Oberregierungsrat Dr. Siegfried Lichtenstaedter, geboren 08.01.1865 in Baiersdorf, deportiert 24.06.1942 in das Ghetto Theresienstadt, ermordet 06.12.1942 im Ghetto Theresienstadt                          |      |
|      | Lisette Lilie                                            | Kraelerstraße 16                         | 8. Juli 2025  | Lisette (Settchen) Lilie, geb. Oppenheimer, geboren 16.12.1868 in Berghofen, deportiert 02.07.1942 nach Theresienstadt, ermordet 21./22.09.1942 im Vernichtungslager Treblinka                                              |      |
|      | Henriette Lipcowitz                                      | Bürkleinstraße 20                        | 20. Nov. 2018 | Henriette Lipcowitz, geboren 10.03.1867 in München, gestorben 21.06.1940 in München |      |
|      | Ilse Jetti Löffler                                       | Luisenstraße 7                           | 23. Nov. 2022 | Ilse Jetti Löffler, geb. Homburger, geboren 15.09.1912 in München, deportiert 20.11.1941 nach Kaunas, ermordet 25.11.1941 in Kaunas                                                                                         |      |
|      | Julie Löwenthal                                          | Rosenheimer Straße 214                   | 23. März 2023 | Julie Löwenthal, geb. Raaber, geboren 17.05.1888 in München, deportiert 13.03.1943 in das KZ Auschwitz, ermordet 16.03.1943 oder in den Folgetagen im KZ Auschwitz                                                          |      |
|      | Ludwig Löwenthal                                         | Rosenheimer Straße 214                   | 23. März 2023 | Ludwig Löwenthal, geboren 12.06.1879 in Rothenburg ob der Tauber, deportiert 13.03.1943 in das KZ Auschwitz, ermordet 16.03.1943 oder in den Folgetagen im KZ Auschwitz                                                     |      |
|      | Josephine Löwy                                           | Luisenstraße 7                           | 23. Nov. 2022 | Josephine Löwy, geb. Steiner, geboren 17.02.1912 in München, deportiert 07.06.1942 in das Vernichtungslager Sobibor, ermordet 07.06.1942 im Vernichtungslager Sobibor                                                       |      |
|      | Alexander Lubranczyk                                     | Ohmstraße 20                             | 1. Aug. 2019  | Alexander Lubranczyk, geboren 25.02.1854 in Pudewitz, deportiert 18.06.1942 in das Konzentrationslager Theresienstadt, ermordet 03.08.1942 im Konzentrationslager Theresienstadt                                            |      |
|      | Alfred Jakob Maier                                       | Uhlandstraße 4                           | 23. Mai 2023  | Alfred Jakob Maier, geboren 04.12.1910 in München, deportiert 07.09.1942 aus dem Sammellager Drancy, ermordet 12.09.1942 im Vernichtungslager Auschwitz                                                                     |      |
|      | Hermine Maier                                            | Uhlandstraße 4                           | 23. Mai 2023  | Hermine (Mina) Maier, geb. Kleemann, geboren 05.07.1886 in Werneck, deportiert 04.04.1942 in das Ghetto Piaski, Schicksal unbekannt                                                                                         |      |
|      | Jakob Maier                                              | Uhlandstraße 4                           | 23. Mai 2023  | Jakob Maier, geboren 30.04.1875 in München, deportiert 04.04.1942 in das Ghetto Piaski, Schicksal unbekannt |      |
|      | Olga Maier                                               | Arcostraße 1                             | 11. Jan. 2024 | Olga Maier, geb. Nußbaum, geboren 11.01.1876 in München, deportiert 15.07.1942 in das Ghetto Theresienstadt, ermordet 20. oder 21.09.1942 im Vernichtungslager Treblinka                                                    |      |
|      | Eva Mandel                                               | Westermühlstraße 37                      | 18. Juni 2025 | Eva (Chawa) Mandel, geb. Blumenberg, geboren 15.09.1889 in Tyczyn, nach Polen geflüchtet Sommer 1939, Schicksal unbekannt                                                                                                   |      |
|      | Leon Mandel                                              | Westermühlstraße 37                      | 18. Juni 2025 | Leon (Arie Leib) Mandel, geboren 15.01.1890 in Rzeszów, nach Polen geflüchtet Sommer 1939, Schicksal unbekannt |      |
|      | Julian Dr. Marcuse                                       | Pfeuferstraße 20                         | 8. Juli 2025  | Dr. Julian Marcuse, geboren 01.08.1862 in Posen, deportiert 29.07.1942 nach Theresienstadt, ermordet 02.12.1942 in Theresienstadt                                                                                           |      |
|      | Erna Johanna Marx                                        | Geibelstraße 8                           | 31. März 2025 | Erna Johanna Marx, geb. Hirschberg, geboren 29.06.1892 in Berlin, deportiert 04.06.1942 in das Ghetto Theresienstadt, ermordet 30.10.1944 oder in den Folgetagen im KZ Auschwitz                                            |      |
|      | Franziska Marx                                           | Corneliusstraße 2                        | 20. Nov. 2018 | Franziska (Fanny) Marx, geb. Walter, geboren 30.12.1896 in Kleinsteinach, deportiert 20.11.1941 nach Kaunas, ermordet 25.11.1941 in Kaunas                                                                                  |      |
|      | Friedrich Siegmund Marx                                  | Geibelstraße 8                           | 31. März 2025 | Friedrich Siegmund (Fritz) Marx, geboren 21.05.1879 in Würzburg, deportiert 04.06.1942 in das Ghetto Theresienstadt, ermordet 06.12.1942 im Ghetto Theresienstadt                                                           |      |
|      | Hermann Marx                                             | Franz-Josef-Strauß-Ring 4                | 5. Okt. 2021  | Hermann Marx, geboren 21.07.1877 in Nördlingen, gestorben 10.07.1940 in München |      |
|      | Julius Marx                                              | Corneliusstraße 2                        | 20. Nov. 2018 | Julius Marx, geboren 10.11.1885 in München, deportiert 20.11.1941 nach Kaunas, ermordet 25.11.1941 in Kaunas |      |
|      | August Liebmann Mayer                                    | Martiusstraße 8                          | 28. Okt. 2021 | Prof. Dr. August Liebmann Mayer, geboren 27.10.1885 in Darmstadt, deportiert 07.03.1944 in das KZ Auschwitz, ermordet vermutlich 10.03.1944 im KZ Auschwitz                                                                 |      |
|      | Seitiagop Mimikleo                                       | Ehrenbürgstraße 9                        | 18. Juli 2025 | Seitiagop Mimikleo, geboren 12.05.1926 in Sewastopol, verschleppt zur Zwangsarbeit in das Reichsbahnlager Neuaubing, gestorben 02.03.1944 im Rahmen des Zwangsarbeitseinsatzes in München                                   |      |
|      | Curt Moskovitz                                           | Westendstraße 141                        | 15. Juli 2021 | Curt Moskovitz, geboren 20.02.1920 in München, gestorben 14.01.1939 in der Heil- und Pflegeanstalt Eglfing-Haar |      |
|      | Hilde Nanette Nast                                       | Luisenstraße 7                           | 23. Nov. 2022 | Hilde Nanette Nast, geboren 21.02.1919 in München, deportiert 20.11.1941 nach Kaunas, ermordet 25.11.1941 in Kaunas |      |
|      | Elisabeth Neubert                                        | Iblherstraße 6                           | 19. Feb. 2025 | Elisabeth (Elsa) Neubert, geb. Löwy, geboren 07.09.1882 in Wien, deportiert 18.05.1943 in das KZ Auschwitz, ermordet vermutlich 19.05.1943 im KZ Auschwitz                                                                  |      |
|      | Anna Neuburger                                           | Trogerstraße 44                          | 11. Juli 2022 | Anna Neuburger, geb. Einstein, geboren 15.04.1877 in Laupheim, deportiert 23.07.1942 in das Ghetto Theresienstadt, ermordet 21./22.09.1942 im Vernichtungslager Treblinka                                                   |      |
|      | Benno Neuburger                                          | Trogerstraße 44                          | 11. Juli 2022 | Benno Neuburger, geboren 04.03.1871 in München, verhaftet 24.03.1942 in München, hingerichtet 18.09.1942 in Berlin-Plötzensee                                                                                               |      |
|      | Irene Irma Neuburger                                     | Innstraße 18                             | 27. Jan. 2020 | Irene Irma Neuburger, geb. Gundelfinger, geboren 04.01.1900 in Kapstadt, Südafrika, deportiert 14.01.1943 nach Kamp Westerbork, ermordet 28.11.1944 im Konzentrationslager Bergen-Belsen                                    |      |
|      | Wilhelm Neuburger                                        | Innstraße 18                             | 27. Jan. 2020 | Wilhelm Neuburger, geboren 05.02.1896 in München, deportiert 14.01.1943 nach Kamp Westerbork, ermordet 22.01.1945 im Konzentrationslager Bergen-Belsen                                                                      |      |
|      | Albertine Neuland                                        | Bavariaring 15                           | 23. Juli 2020 | Albertine Neuland, geb. Lehmann, geboren 30.01.1866 in Schornweisach, deportiert 23.07.1942 in das Ghetto Theresienstadt, ermordet 19.01.1944 im Ghetto Theresienstadt                                                      |      |
|      | Anna Louise Neumeyer                                     | Königinstraße 35a                        | 17. Juli 2019 | Anna Louise Neumeyer, geb. Hirschhorn, geboren 14.11.1879 in Mannheim, Suizid 17.07.1941 in München |      |
|      | Karl Neumeyer                                            | Königinstraße 35a                        | 17. Juli 2019 | Prof. Dr. jur. Karl Alexander Neumeyer, geboren 19.09.1869 in München, Suizid 17.07.1941 in München |      |
|      | Kitty Neustätter                                         | Prinzregentenstraße 83                   | 25. Nov. 2021 | Kitty Neustätter, geb. Herz, geboren 26.02.1902 in Wien, deportiert 20.11.1941 nach Kaunas, ermordet 25.11.1941 in Kaunas                                                                                                   |      |
|      | Rupprecht Felix Neustätter                               | Prinzregentenstraße 83                   | 25. Nov. 2021 | Rupprecht Felix Neustätter, geboren 15.08.1900 in München, deportiert 20.11.1941 nach Kaunas, ermordet 25.11.1941 in Kaunas                                                                                                 |      |
|      | Johann Nimmerfall                                        | Bäckerstraße 14                          | 20. Aug. 2024 | Johann (Hans) Nimmerfall, geboren 25.10.1872 in München, inhaftiert 11.03.1933 im Polizeigefängnis München, verschleppt in das KZ Dachau 30.06.1933, infolge der Misshandlungen gestorben 20.08.1934 in Pasing              |      |
|      | Ella Oestreicher                                         | Widenmayerstraße 36                      | 20. Nov. 2018 | Ella Oestreicher, geb. Dittmann, geboren 16.03.1890 in Bayreuth, deportiert 20.11.1941 nach Kaunas, ermordet 25.11.1941 in Kaunas                                                                                           |      |
|      | Friedrich Oestreicher                                    | Widenmayerstraße 36                      | 20. Nov. 2018 | Friedrich Oestreicher, geboren 16.11.1885 in München, deportiert 20.11.1941 nach Kaunas, ermordet 25.11.1941 in Kaunas |      |
|      | Samson Felix Perutz                                      | Königinstraße 69                         | 12. Okt. 2022 | Dr. Samson Felix Perutz, geboren 27.02.1875 in Heufeld, Suizid 11.11.1937 in München |      |
|      | Margot Pindrik                                           | Luisenstraße 7                           | 23. Nov. 2022 | Margot (Margarita) Pindrik, geboren 20.09.1916 in München deportiert 20.11.1941 nach Kaunas, ermordet 25.11.1941 in Kaunas                                                                                                  |      |
|      | Georg Pöltl                                              | Ismaninger Straße 77                     | 4. Juni 2024  | Georg Pöltl, geboren 01.12.1928 in München, inhaftiert 03.02.1945 im Polizeigefängnis München, ermordet 03.04.1945 im KZ Dachau                                                                                             |      |
|      | Ruth Berta Pories                                        | Luisenstraße 7                           | 23. Nov. 2022 | Ruth Berta Pories, geboren 11.06.1921 in München, deportiert Anfang Juli 1942 in das Kamp Westerbork, ermordet 17.07.1942 oder in den Folgetagen im KZ Auschwitz                                                            |      |
|      | Margot Helene Pories                                     | Luisenstraße 7                           | 23. Nov. 2022 | Margot Helene Pories, geboren 21.01.1924 in München, deportiert Anfang Juli 1942 in das Kamp Westerbork, ermordet 17.07.1942 oder in den Folgetagen im KZ Auschwitz                                                         |      |
|      | Malwine Emilie Katharina Porsche                         | Akademiestraße 19                        | 10. Nov. 2024 | Malwine Emilie Katharina Porsche, geb. Kammer, geboren 11.03.1878 in Rethe, deportiert 13.07.1942 in das KZ Auschwitz, ermordet 1942 im KZ Auschwitz                                                                        |      |
|      | Hermann Raff                                             | Ohmstraße 13                             | 7. Nov. 2022  | Dr. jur. Hermann Raff, geboren 24.08.1868 in Göppingen, gestorben 29.09.1943 in Füssen |      |
|      | Hedwig Railing                                           | Montgelasstraße 2                        | 27. Jan. 2020 | Hedwig Railing, geb. Gumbel, geboren 15.12.1891 in München, deportiert 04.04.1942 in das Ghetto Piaski, Schicksal unbekannt                                                                                                 |      |
|      | Hugo Railing                                             | Montgelasstraße 2                        | 27. Jan. 2020 | Hugo Railing, geboren 14.05.1886 in München, deportiert 04.04.1942 in das Ghetto Piaski, ermordet November 1942 im Vernichtungslager Sobibor                                                                                |      |
|      | Adolf Reinhardt                                          | Sintpertstraße 15                        | 18. März 2021 | Adolf Reinhardt, geboren 06.08.1941 in München, inhaftiert 08.03.1943 im Polizeigefängnis München, ermordet 1943 im Konzentrationslager Auschwitz-Birkenau                                                                  |      |
|      | Anna Reinhardt                                           | Sintpertstraße 15                        | 18. März 2021 | Anna Reinhardt, geb. Bamberger, geboren 18.02.1906 in Gleiwitz, inhaftiert 08.03.1943 im Polizeigefängnis München, ermordet Frühjahr 1945 im Konzentrationslager Bergen-Belsen                                              |      |
|      | Herbrecht Josef Reinhardt                                | Sintpertstraßee 15                       | 18. März 2021 | Herbrecht Josef Reinhardt, geboren 10.06.1927 in Stuttgart, inhaftiert 08.03.1943 im Polizeigefängnis München, ermordet Frühjahr 1944 im Konzentrationslager Auschwitz-Birkenau                                             |      |
|      | Margarete Reinhardt                                      | Sintpertstraße 15                        | 18. März 2021 | Margarete Reinhardt, geboren 14.11.1929 in München, inhaftiert 08.03.1943 im Polizeigefängnis München, ermordet Frühjahr 1944 im Konzentrationslager Auschwitz-Birkenau                                                     |      |
|      | Martin Reinhardt                                         | Sintpertstraße 15                        | 18. März 2021 | Martin Reinhardt, geboren 21.11.1928 in Karlsruhe, inhaftiert 08.03.1943 im Polizeigefängnis München, ermordet Frühjahr 1944 im Konzentrationslager Auschwitz-Birkenau                                                      |      |
|      | Rigo Reinhardt                                           | Sintpertstraße 15                        | 18. März 2021 | Rigo Reinhardt, geboren 17.11.1931 in Stuttgart, inhaftiert 08.03.1943 im Polizeigefängnis München, ermordet Frühjahr 1943 im Konzentrationslager Auschwitz-Birkenau                                                        |      |
|      | Rudolf Reinhardt                                         | Sintpertstraße 15                        | 18. März 2021 | Rudolf Reinhardt, geboren 26.01.1889 in Hüffenhardt, deportiert 27.07.1942 in das Konzentrationslager Flossenbürg, ermordet 31.10 1942 im Konzentrationslager Mauthausen-Gusen                                              |      |
|      | Siegfried Reinhardt                                      | Sintpertstraße 15                        | 18. März 2021 | Siegfried Reinhardt, geboren 31.01.1926 in Schaffhausen, verhaftet 20.11.1942 in München, ermordet Frühjahr 1945 vermutlich im Konzentrationslager Mittelbau-Dora                                                           |      |
|      | Emanuel Reis                                             | Hackenstraße 4                           | 22. Mai 2023  | Emanuel Reis, geboren 28.02.1857 in Buttenheim, gestorben 29.11.1936 in München |      |
|      | Rosa Reis                                                | Hackenstraße 4                           | 22. Mai 2023  | Rosa Reis, geb. Springer, geboren 04.06.1866 in München, deportiert 24.06.1942 in das Ghetto Theresienstadt, ermordet 21. oder 22.09.1942 im Vernichtungslager Treblinka                                                    |      |
|      | Adolf Richard                                            | Pettenkoferstraße 37                     | 17. Mai 2024  | Adolf Abraham Richard, geboren 24.11.1860 in Aufseß, Suizid 12.03.1942 in München |      |
|      | Berta Richard                                            | Pettenkoferstraße 37                     | 17. Mai 2024  | Berta Lea Richard, geb. Meyer, geboren 21.08.1866 in Osnabrück, Suizid 12.03.1942 in München |      |
|      | Anna Riedner                                             | Herzogstraße 55                          | 21. Juni 2025 | Anna Riedner, geboren 22.12.1881 in Huckelheim, zwangseingewiesen 03.08.1939 in die Heil- und Pflegeanstalt Eglfing-Haar, ermordet 15.06. 1941 in der Heil- und Pflegeanstalt Eglfing-Haar                                  |      |
|      | Lysiane Robinet                                          | Ohmstraße 1                              | 31. Mai 2022  | Lysiane Robinet, geboren 13.11.1944 in München als Kind von zur Zwangsarbeit verpflichteten französischen Eltern, gestorben 17.01.1945 in München                                                                           |      |
|      | Lilli Rosenthal                                          | Theatiner Straße 7                       | 4. Juli 2024  | Lilli Rosenthal, geb. Rothschild, geboren 24.03.1889 in München, deportiert 20.11.1941 nach Kaunas, ermordet 25.11.1941 in Kaunas                                                                                           |      |
|      | Hugo Rothschild                                          | Johann-von-Werth-Straße 4                | 24. Okt. 2022 | Hugo Rothschild, geboren 15.02.1875 in München, eingewiesen 01.02.1945 in das KZ Dachau, ermordet 13.02.1945 im KZ Dachau                                                                                                   |      |
|      | Emilie Rowohlt                                           | Maximilianstraße 26–28                   | 25. Juni 2020 | Emilie (Emmy) Rowohlt, geb. Reye, geboren 04.03.1883 in Hamburg, verhaftet 12.10.1939 in München, verhungert 28.09.1944 in der Heil- und Pflegeanstalt Eglfing-Haar                                                         |      |
|      | Antonio Salvatore                                        | Ehrenbürgstraße 9                        | 18. Juli 2025 | Antonio Salvatore, geboren 27.08.1922 in Concordia, verschleppt zur Zwangsarbeit in das Reichsbahnlager Neuaubing, gestorben 06.10.1944 im Rahmen des Zwangsarbeitseinsatzes in München                                     |      |
|      | Alfred Sänger                                            | Franz-Josef-Strauß-Ring 4                | 25. Mai 2023  | Alfred Sänger, geboren 03.09.1894 in Augsburg, deportiert 20.11.1941 nach Kaunas, ermordet 25.11.1941 in Kaunas |      |
|      | Anneliese Sänger                                         | Maria-Einsiedel-Straße 4                 | 24. Mai 2023  | Anneliese Sänger, geboren 27.07.1933 in Augsburg, deportiert 04.04.1942 in das Ghetto Piaski, Schicksal unbekannt |      |
|      | Berta Sänger                                             | Maria-Einsiedel-Straße 4                 | 24. Mai 2023  | Berta Sänger, geboren 26.06.1890 in Augsburg, deportiert 04.04.1942 in das Ghetto Piaski, Schicksal unbekannt |      |
|      | Friedrich Siegfried Sänger                               | Maria-Einsiedel-Straße 4                 | 24. Mai 2023  | Friedrich Siegfrid (Fritz) Sänger, geboren 12.09.1891 in Augsburg, deportiert 04.04.1942 in das Ghetto Piaski, von dort in das Arbeitslager Sawin verschleppt, Schicksal unbekannt                                          |      |
|      | Irene Sänger                                             | Maria-Einsiedel-Straße 4                 | 24. Mai 2023  | Irene Sänger, geb. Lehmann, geboren 26.04.1904 in Nürnberg, deportiert 04.04.1942 in das Ghetto Piaski, Schicksal unbekannt                                                                                                 |      |
|      | Selma Sänger                                             | Haimhauserstraße 2                       | 24. Mai 2023  | Selma Sänger, geb. Rosenfelder, geboren 04.10.1906 in Augsburg, deportiert 22.07.1942 in das Ghetto Theresienstadt, ermordet 09.10.1944 oder in den Folgetagen im Vernichtungslager Auschwitz                               |      |
|      | Stephan Franz Sänger                                     | Tengstraße 32                            | 24. Mai 2023  | Stephan Franz Sänger, geboren 02.04.1897 in Augsburg, deportiert 22.07.1942 in das Ghetto Theresienstadt, ermordet 03.10.1944 oder in den Folgetagen im Vernichtungslager Auschwitz                                         |      |
|      | Wassyl Schaforost                                        | Ehrenbürgstraße 9                        | 18. Juli 2025 | Wassyl Schaferost, geboren 11.05.1911 in Tscherkassy, verschleppt zur Zwangsarbeit in das Reichsbahnlager Neuaubing, gestorben 10.04.1944 im Rahmen des Zwangsarbeitseinsatzes in München                                   |      |
|      | Franz Scheider                                           | Belgradstraße 16                         | 9. Juni 2023  | Franz Scheider, geboren 13.12.1913 in München, inhaftiert 18.08.1933 im Polizeigefängnis München, hingerichtet 09.04.1944 bei Amalias (Griechenland)                                                                        |      |
|      | Abraham Jitzach Schindler                                | Buttermelcherstraße 14                   | 18. Juni 2025 | Abraham Jitzach Schindler, geboren 01.03.1872 in Tyczyn, deportiert 23.07.1942 in das Ghetto Theresienstadt, ermordet 11.05.1943 im Ghetto Theresienstadt                                                                   |      |
|      | Necha Schindler                                          | Buttermelcherstraße 14                   | 18. Juni 2025 | Necha Schindler, geb. Tenzer, geboren 12.01.1869 in Tyczyn, gestorben 28.12.1940 in München |      |
|      | Franziska Schlopsnies                                    | Tengstraße 26                            | 8. Juli 2021  | Franziska Schlopsnies, geb. Spangenthal, geboren 01.12.1884 in Frankfurt am Main, deportiert Anfang 1944 in das KZ Auschwitz, ermordet vermutlich 30.12.1944 im KZ Auschwitz                                                |      |
|      | Alexander Schmorell                                      | Schmorellplatz                           | 16. Okt. 2024 | Alexander Schmorell, geboren 16.09.1917 in Orenburg (Russland), inhaftiert 24.02.1943 im Gestapo-Gefängnis München, hingerichtet 13.07.1943 in der Zentralen Hinrichtungsstätte München-Stadelheim                          |      |
|      | Donatus Schneck                                          | Friedenspromenade 40                     | 21. März 2019 | Donatus Schneck, geboren 03.03.1925 in Stuttgart, inhaftiert 08.03.1943 im Polizeigefängnis München, gestorben Ende August 1944 nach einem Bombenangriff im KZ Buchenwald                                                   |      |
|      | Gisela Schneck                                           | Friedenspromenade 40                     | 21. März 2019 | Gisela Schneck, geboren 20.02.1927 in Stuttgart, inhaftiert 08.03.1943 im Polizeigefängnis München, ermordet 27.09.1943 im KZ Auschwitz-Birkenau                                                                            |      |
|      | Josef Schneck                                            | Friedenspromenade 40                     | 21. März 2019 | Josef Schneck, geboren 21.03.1882 in Rippberg, inhaftiert 08.03.1943 im Polizeigefängnis München, ermordet Sommer 1943 im KZ Auschwitz-Birkenau                                                                             |      |
|      | Josef Maria Schneck                                      | Friedenspromenade 40                     | 21. März 2019 | Josef Maria Schneck, geboren 08.08.1930 in Stuttgart, inhaftiert 08.03.1943 im Polizeigefängnis München, ermordet Januar 1944 im KZ Auschwitz-Birkenau                                                                      |      |
|      | Paula Schneck                                            | Friedenspromenade 40                     | 21. März 2019 | Paula (Pauline) Schneck, geboren 29.06.1917 in Düsseldorf, inhaftiert 08.03.1943 im Polizeigefängnis München, ermordet Oktober/November 1943 im KZ Auschwitz-Birkenau                                                       |      |
|      | Renate Schneck                                           | Friedenspromenade 40                     | 21. März 2019 | Renate Schneck, geboren 13.05.1940 in München, inhaftiert 08.03.1943 im Polizeigefängnis München, ermordet 13.04.1943 im KZ Auschwitz-Birkenau                                                                              |      |
|      | Sofie Schneck                                            | Friedenspromenade 40                     | 21. März 2019 | Sofie Schneck, geb. Eckstein, geboren 01.07.1894 in Moos, inhaftiert 08.03.1943 im Polizeigefängnis München, ermordet 29.04.1944 im KZ Auschwitz-Birkenau                                                                   |      |
|      | Arthur Schönberg                                         | Hiltenspergerstraße 43                   | 5. März 2025  | Arthur Schönberg, geboren 05.03.1874 in Wien, deportiert 04.06.1942 in das Ghetto Theresienstadt, ermordet 20.02.1942 im Ghetto Theresienstadt                                                                              |      |
|      | Evelyne Schönberg                                        | Hiltenspergerstraße 43                   | 5. März 2025  | Evelyne (Eva) Schönberg, geb. Bach, geboren 25.01.1879 in Wien, deportiert 04.06.1942 in das Ghetto Theresienstadt, ermordet 23. oder 24.12.1942 im Ghetto Theresienstadt                                                   |      |
|      | Hedwig Schuster                                          | Corneliusstraße 12                       | 17. Okt. 2024 | Hedwig Schuster, geb. Zisler, geboren 22.03.1908 in Sonthofen, zwangseingewiesen 20.03.1942 in die Heil- und Pflegeanstalt Eglfing-Haar, ermordet vermutlich im Herbst 1942 im KZ Auschwitz                                 |      |
|      | Leopold Schwager                                         | Klenzestraße 26                          | 2. Aug. 2019  | Leopold Schwager, geboren 31.08.1884 in Kötzting, deportiert 20.11.1941 nach Kaunas, ermordet 25.11.1941 in Kaunas |      |
|      | Sabine Schwager                                          | Klenzestraße 26                          | 2. Aug. 2019  | Sabine Schwager, geb. Teller, geboren 03.07.1885 in Unterhaid, deportiert 20.11.1941 nach Kaunas, ermordet 25.11.1941 in Kaunas                                                                                             |      |
|      | Lotte Schwarzschild                                      | St.-Anna-Straße 20                       | 29. Juni 2021 | Lotte Schwarzschild, geboren 21.05.1925 in München, deportiert 04.04.1942 nach Piaski, Schicksal unbekannt |      |
|      | Emilie Schwed                                            | Tengstraße 26                            | 8. Juli 2021  | Emilie Schwed, geb. Bergmann, geboren 17.10.1859 in Gochsheim, deportiert 10.06.1942 in das Ghetto Theresienstadt, ermordet 20.09.1942 im Ghetto Theresienstadt                                                             |      |
|      | Julius Seger                                             | Maximilianstraße 26–28                   | 25. Juni 2020 | Julius Peter Seger, geboren 28.09.1876 in Krinetz, Böhmen, deportiert 17.07.1942 in das Ghetto Theresienstadt, ermordet Sommer 1944 im KZ Auschwitz                                                                         |      |
|      | Ellen Therese Selbiger                                   | Rosenheimer Straße 126                   | 22. Okt. 2024 | Ellen Therese Selbiger, geb. Lewy, geboren 25.03.1887 in Berlin, deportiert 20.11.1941 nach Kaunas, ermordet 25.11.1941 in Kaunas                                                                                           |      |
|      | Edith Semler                                             | Luisenstraße 7                           | 23. Nov. 2022 | Edith Semler, geb. Sundheimer, geboren 29.08.1912 in München, deportiert 12.01.1943 in das KZ Auschwitz, ermordet 13.01.1943 im KZ Auschwitz                                                                                |      |
|      | Richard Sicher                                           | Perlacher Straße 51                      | 23. Juli 2024 | Richard Sicher, geboren 09.01.1881 in München, deportiert 20.11.1941 nach Kaunas, ermordet 25.11.1941 in Kaunas |      |
|      | Centa Gitl Silber                                        | Bürkleinstraße 20                        | 20. Nov. 2018 | Centa Gitl (Senta) Silber, geboren 28.04.1901 in München, gestorben 25.11.1937 in München |      |
|      | Ida Silber                                               | Bürkleinstraße 20                        | 20. Nov. 2018 | Ida Silber, geb. Falk, geboren 29.06.1872 in Aufhausen, deportiert 15.07.1942 in das KZ Theresienstadt, ermordet 27.02.1943 im KZ Theresienstadt                                                                            |      |
|      | Salomon Silber                                           | Bürkleinstraße 20                        | 20. Nov. 2018 | Salomon Silber, geboren 12.05.1868 in Mainstockheim, gestorben 21.04.1938 in München |      |
|      | Helmuth Silberberg                                       | Wagnerstraße 6                           | 15. Mai 2025  | Helmuth Silberberg, geboren 15.05.1919 in Hannover, verlegt 14.03.1938 in die Heil- und Pflegeanstalt Eglfing-Haar, ermordet 20.09.1940 oder in den Folgetagen in der Tötungsanstalt Hartheim                               |      |
|      | Karl Simon                                               | Kraelerstraße 6                          | 8. Juli 2025  | Karl Simon, geboren 15.11.1925 in München, zwangseingewiesen 21.05.1942 in die Heil- und Pflegeanstalt Eglfing-Haar, ermordet 08.08.1942 in der Heil- und Pflegeanstalt Eglfing-Haar                                        |      |
|      | Esther Lea Sondhelm                                      | Fasangartenstraße 124                    | 11. Mai 2022  | Esther Lea Sondhelm, geb. Wainstein, geboren 20.05.1899 in Vilnius, deportiert 13.07.1942 in das KZ Auschwitz, ermordet im KZ Auschwitz                                                                                     |      |
|      | Jakob Paul Sondhelm                                      | Fasangartenstraße 124                    | 11. Mai 2022  | Jakob Paul Sondhelm, geboren 20.06.1893 in Mainbernheim, deportiert 13.07.1942 in das KZ Auschwitz, ermordet im KZ Auschwitz                                                                                                |      |
|      | Cäcilie Spatz                                            | Trogerstraße 44                          | 9. Apr. 2025  | Cäcilie (Cilli) Spatz, geboren 18.05.1902 in Traunstein, deportiert 20.11.1941 nach Kaunas, ermordet 25.11.1941 in Kaunas                                                                                                   |      |
|      | Wilhelm Spatz                                            | Trogerstraße 44                          | 9. Apr. 2025  | Wilhelm (Willi) Spatz, geboren 15.11.1925 in München, deportiert 20.11.1941 nach Kaunas, ermordet 25.11.1941 in Kaunas |      |
|      | Amalie Spitzauer                                         | Franz-Josef-Strauß-Ring 4                | 5. Okt. 2021  | Amalie Mathilde Spitzauer, geb. Löwenstein, geboren 15.09.1879 in Hannover, deportiert 20.11.1941 nach Kaunas, ermordet 25.11.1941 in Kaunas                                                                                |      |
|      | Arnold Springer                                          | Rosental 16                              | 22. Mai 2023  | Arnold Springer, geboren 08.10.1920 in München, deportiert 04.04.1942 in das Ghetto Piaski, Schicksal unbekannt |      |
|      | Dorline Springer                                         | Sendlinger Straße 3                      | 22. Mai 2023  | Dorline Springer, geb. Maier, geboren 22.08.1877 in München, deportiert 04.04.1942 in das Ghetto Piaski, Schicksal unbekannt                                                                                                |      |
|      | Emma Springer                                            | Franz-Joseph-Straße 15                   | 23. Mai 2023  | Emma Springer, geb. Levinger, geboren 26.07.1877 in München, deportiert 04.04.1942 in das Ghetto Piaski, Schicksal unbekannt                                                                                                |      |
|      | Jakob Springer                                           | Franz-Joseph-Straße 15                   | 23. Mai 2023  | Jakob Springer, geboren 23.09.1867 in München, gestorben 29.03.1941 in München |      |
|      | Max Springer                                             | Sendlinger Straße 3                      | 22. Mai 2023  | Max Springer, geboren 23.03.1870 in München, deportiert 25.06.1942 in das Ghetto Theresienstadt, ermordet 21. oder 22.09.1942 im Vernichtungslager Treblinka                                                                |      |
|      | Ella Stadler                                             | Rimstinger Straße 15                     | 22. Okt. 24   | Ella Stadler, geb. Spandau, geboren 24.12.1899 in Stetin (Szczecin), deportiert 16.04.1943 in das KZ Auschwitz, ermordet 1943 im KZ Auschwitz                                                                               |      |
|      | Rita Irmgard Stark                                       | St.-Anna-Straße 20                       | 29. Juni 2021 | Rita Irmgard Stark, geboren 08.03.1922 in München, deportiert 20.11.1941 nach Kaunas, ermordet 25.11.1941 in Kaunas |      |
|      | Bella Stein                                              | Wendl-Dietrich-Straße 38                 | 18. Juli 2023 | Bella Stein, geb. Bernheim, geboren 05.02.1889 in Laupheim, deportiert 20.11.1941 nach Kaunas, ermordet 25.11.1941 in Kaunas                                                                                                |      |
|      | Martin Stein                                             | Wendl-Dietrich-Straße 38                 | 18. Juli 2023 | Martin Stein, geboren 17.02.1877 in Pless, deportiert 20.11.1941 nach Kaunas, ermordet 25.11.1941 in Kaunas |      |
|      | Eli Steinberg                                            | Buttermelcherstraße 14                   | 18. Juni 2025 | Eli (Elizar) Steinberg, geboren 29.06.1906 in Berlin, deportiert 05.09.1942 nach Riga, vermutlich am 08.09.1942 ermordet im Wald von Biķernieki                                                                             |      |
|      | Issachar Dow Steinberg                                   | Buttermelcherstraße 14                   | 18. Juni 2025 | Issachar Dow Steinberg, geboren 07.11.1933 in München, mit seiner Familie 1934 nach Berlin verzogen, Schicksal unbekannt |      |
|      | Judith Steinberg                                         | Buttermelcherstraße 14                   | 18. Juni 2025 | Judith (Jehudit) Steinberg, geb. Schindler, geboren 26.12.1910 in München, deportiert 05.09.1942 nach Riga, vermutlich am 08.09.1942 ermordet im Wald von Biķernieki                                                        |      |
|      | Klara Steinberg                                          | Buttermelcherstraße 14                   | 18. Juni 2025 | Klara (Kela) Steinberg, geboren 01.04.1932 in München, deportiert 05.09.1942 nach Riga, vermutlich am 08.09.1942 ermordet im Wald von Biķernieki                                                                            |      |
|      | Emma Steinitz                                            | Marienplatz 22                           | 6. Juli 2023  | Emma Steinitz, geb. Kalmus, geboren 26.12.1861 in Neumarkt bei Breslau, am 05.11.1940 aus ihrer Wohnung vertrieben, gestorben 02.04.1941                                                                                    |      |
|      | Erich Emanuel Steinitz                                   | Marienplatz 22                           | 6. Juli 2023  | Erich Emanuel Steinitz, geboren 01.08.1895 in München, deportiert 20.11.1941 nach Kaunas, ermordet 25.11.1941 in Kaunas |      |
|      | Hertha Steinitz                                          | Marienplatz 22                           | 6. Juli 2023  | Hertha Steinitz, geboren 12.02.1892 in München, deportiert 20.11.1941 nach Kaunas, ermordet 25.11.1941 in Kaunas |      |
|      | Franz Stenzer                                            | Nimmerfallstraße 54                      | 22. Aug. 2023 | Franz Stenzer, geboren 09.06.1900 in Planegg, verschleppt 30.05.1933 in das KZ Dachau, ermordet 22.08.1933 im KZ Dachau |      |
|      | Theodor Sternau                                          | Soyerhofstraße 24                        | 23. Juli 2024 | Theodor Sternau, geboren 03.05.1874 in Neustadt an der Aisch, nach der Gewalt während des Novemberpogroms Suizid 14.11.1983 in München                                                                                      |      |
|      | Berthold Sterneck                                        | Presselweg 1                             | 10. Juli 2022 | Kammersänger Berthold Sterneck, geboren 30.04.1887 in Wien, Berufsverbot 1936, zur Zwangsarbeit verpflichtet ab 1941, gestorben 25.11.1943 in München                                                                       |      |
|      | Margarethe Sterneck                                      | Presselweg 1                             | 10. Juli 2022 | Opernsängerin Margarethe Cäcilia Sterneck, geb. Guttmann, Künstlername Gerth, geboren 12.05.1894 in Wien, untergetaucht Januar 1944, Suizid 22.02.1945 in Schwenningen am Neckar                                            |      |
|      | Michael Strich                                           | Clemensstraße 41                         | 20. Nov. 2019 | Dr. Michael Samuel Strich, geboren 22.03.1881 in Berlin, deportiert 20.11.1941, ermordet 25.11.1941 in Kaunas |      |
|      | Franz Xaver Stützinger                                   | Volkartstraße 71                         | 21. Juli 2021 | Franz Xaver (Xide) Stützinger, geboren 17.10.1903 in München, inhaftiert 09.03.1933 im Polizeigefängnis Ettstraße, ermordet 11.05.1935 im KZ Dachau                                                                         |      |
|      | Elisabeth Stupe                                          | Werinherstraße 88                        | 22. Okt. 2024 | Elisabeth Stupe, geb. Lohr, geboren 28.06.1894 in München, gestorben 08.11.1936 in München |      |
|      | Efrosinija Surdakowa                                     | Ehrenbürgstraße 9                        | 18. Juli 2025 | [kein Text] |      |
|      | Hans Tintner                                             | Maximilianstraße 26–28                   | 25. Juni 2020 | Hans Tintner, geboren 28.11.1894 in Wien, deportiert 19.07.1942 in das KZ Auschwitz, ermordet September 1942 im KZ Auschwitz                                                                                                |      |
|      | Grete Tockus                                             | Luisenstraße 7                           | 23. Nov. 2022 | Grete (Gerda, Gretel) Tockus, geb. Gostinsky, geboren 03.04.1908 in München, deportiert 15.01.1943 in das KZ Auschwitz, ermordet vermutlich 18.01.1943 oder in den Folgetagen im KZ Auschwitz                               |      |
|      | Anneliese Luise Klara Treumann                           | Leopoldstraße 102                        | 25. Juni 2019 | Anneliese Treumann, geboren 07.02.1923 in Regensburg, deportiert 04.04.1942 nach Piaski, Schicksal unbekannt |      |
|      | Therese Treumann                                         | Haimhauserstraße 2                       | 23. Nov. 2023 | Therese Treumann, geb. Nachtigall, geboren 08.08.1869 in Nürnberg, gestorben 03.03.1936 in München |      |
|      | Max Ursprung                                             | Dreimühlenstraße 28                      | 12. Juli 2019 | Max Ursprung, geboren 09.09.1886 in Traunstein, inhaftiert 30.04.1933 im Gefängnis Neudeck, ermordet 12.10.1942 im KZ Stutthof                                                                                              |      |
|      | Jacobus Verwoerd                                         | Ehrenbürgstraße 9                        | 18. Juli 2025 | [kein Text] |      |
|      | Emma Wallach                                             | Franz-Josef-Strauß-Ring 4                | 5. Okt. 2021  | Emma Wallach, geb. Koschland, geboren 17.07.1878 in Ichenhausen, deportiert 20.11.1941 nach Kaunas, ermordet 25.11.1941 in Kaunas                                                                                           |      |
|      | Max Wallach                                              | Residenzstraße 3                         | 6. Juli 2023  | Max Wallach, geboren 09.10.1875 in Geseke, deportiert 01.08.1942 in das Ghetto Theresienstadt, ermordet 30.10.1944 oder in den Folgetagen im KZ Auschwitz                                                                   |      |
|      | Melitta Elisabeth Wallach                                | Residenzstraße 3                         | 6. Juli 2023  | Melitta Elisabeth (Melly) Wallach, geb. Holländer, geboren 08.01.1894 in Darmstadt, deportiert 01.08.1942 in das Ghetto Theresienstadt, ermordet 30.10.1944 oder in den Folgetagen im KZ Auschwitz                          |      |
|      | Paul Franz Wassermann                                    | Fraunhoferstraße 30                      | 20. Nov. 2022 | Dr. Paul Franz Wassermann, geboren 03.03.1887 in München, deportiert 20.11.1941 nach Kaunas, ermordet 25.11.1941 in Kaunas                                                                                                  |      |
|      | Karl-Josef Weigang                                       | Gedonstraße 10                           | 3. Aug. 2021  | Dr. Karl-Josef Weigang, geboren 09.04.1895 in Fischeln bei Krefeld, inhaftiert 06.10.1937 im KZ Dachau, ermordet 29.12.1938 im KZ Dachau                                                                                    |      |
|      | Edgar Weil                                               | Maximilianstraße 26–28                   | 25. Juni 2020 | Dr. Edgar Weil, geboren 07.07.1908 in Frankfurt am Main, verhaftet 11.06.1941 in Amsterdam, ermordet 17.09.1941 im KZ Mauthausen                                                                                            |      |
|      | Julie Weinmann                                           | Herzogstraße 55                          | 11. Juli 2024 | Julie Weinmann, geb. Wassermann, geboren 28.01.1849 in München, gestorben 05.05.1936 in München |      |
|      | Elisabeth Weiss                                          | Sendlinger Straße 3                      | 22. Mai 2023  | Elisabeth Springer, verh. Weiss, geboren 02.03.1904 in München, deportiert 20.11.1941 nach Kaunas, ermordet 25.11.1941 in Kaunas                                                                                            |      |
|      | Joseph Weiss                                             | Sendlinger Straße 3                      | 22. Mai 2023  | Joseph Weiss, geboren 12.04.1894 in Wien, deportiert 20.11.1941 nach Kaunas, ermordet 25.11.1941 in Kaunas |      |
|      | Berta Wertheimer                                         | Nymphenburger Straße 29                  | 2. Okt. 2019  | Bertha Wertheimer, geb. Baum, geboren 20.07.1885 in Liboč bei Prag, deportiert 04.04.1942 nach Piaski, Schicksal unbekannt                                                                                                  |      |
|      | Herbert Werner Wertheimer                                | Nymphenburger Straße 29                  | 2. Okt. 2019  | Herbert Werner Wertheimer, geboren 02.10.1923 in München, verhaftet 22.01.1940 in München, ermordet 12.03.1941 im Konzentrationslager Dachau                                                                                |      |
|      | Max Wertheimer                                           | Nymphenburger Straße 29                  | 2. Okt. 2019  | Max Wertheimer, geboren 08.06.1881 in Misslitz, deportiert 04.04.1942 nach Piaski, Schicksal unbekannt |      |
|      | Anneliese Nora van Wien                                  | Luisenstraße 7                           | 23. Nov. 2022 | Annaliese Nora van Wien, geboren 18.12.1908 in München, verlegt 19.09.1938 in die Heil- und Pflegeanstalt Eglfing-Haar, ermordet 20.09.1940 oder in den Folgetagen in der Tötungsanstalt Hartheim                           |      |
|      | Wincenty Więcek                                          | Ehrenbürgstraße 9                        | 18. Juli 2025 | Wincenty Więcek, geboren 04.10.1887 in Bolestiza, verschleppt zur Zwangsarbeit in das Reichsbahnlager Neuaubing, gestorben 01.03.1945 im Rahmen des Zwangsarbeitseinsatzes im Reichsbahnlager Neuaubing                     |      |
|      | Gustav Wiener                                            | Odeonsplatz 1                            | 24. Mai 2022  | Dr. Gustav Wiener, geboren 07.06.1873 in Regensburg, überfallen 28.03.1933 von der SA, infolge der Verletzungen gestorben am 25.11.1933 in München                                                                          |      |
|      | Ruth Selma Wilmersdörfer                                 | St.-Anna-Straße 20                       | 29. Juni 2021 | Ruth Selma Wilmersdörfer, geboren 04.06.1924 in München, deportiert 20.11.1941 nach Kaunas, ermordet 25.11.1941 in Kaunas                                                                                                   |      |
|      | Flora Wilmersdörfer                                      | Haimhauserstraße 1                       | 27. Jan. 2022 | Flora Wilmersdörfer, geb. Schmidt, geboren 03.07.1885 in Giebelstadt, deportiert 31.07.1943 in das KZ Auschwitz, ermordet vermutlich 02.08.1943 im KZ Auschwitz                                                             |      |
|      | Siegfried Wilmersdörfer                                  | Haimhauserstraße 1                       | 27. Jan. 2022 | Siegfried Wilmersdörfer, geboren 14.03.1879 in Regensburg, gestorben 1941 in Brüssel |      |
|      | Barbara Winter                                           | Sintpertstraße 15                        | 14. März 2024 | Barbara Winter, geb. Christ, geboren 15.11.1890 in Roßhaupten, deportiert 13.03.1943 in das KZ Auschwitz-Birkenau, ermordet im Frühjahr 1943 im KZ Auschwitz-Birkenau                                                       |      |
|      | Joseph Winter                                            | Sintpertstraße 15                        | 14. März 2024 | Joseph Winter, geboren 08.01.1891 in Siebnach, deportiert 13.03.1943 in das KZ Auschwitz-Birkenau, gestorben 16.06.1945 infolge der KZ-Haft im Nothospital Bergen-Belsen                                                    |      |
|      | Julius Winter                                            | Sintpertstraße 15                        | 14. März 2024 | Julius Winter, geboren 08.05.1917 in Veitsbuch, deportiert 13.03.1943 in das KZ Auschwitz-Birkenau, ermordet im Winter 1944 im KZ Auschwitz-Birkenau                                                                        |      |
|      | Franz Wipplinger                                         | Maistraße 31                             | 4. Okt. 2022  | Franz Wipplinger, geboren 10.01.1915 in München, inhaftiert 04.12.1943 im Militärgefängnis München, hingerichtet 24.10.1944 im Gefängnis Berlin-Spandau                                                                     |      |
|      | Maria Wojciechowska                                      | Ehrenbürgstraße 9                        | 18. Juli 2025 | Maria Wojciechowska, geboren 1877 in Rosokhuvatets, verschleppt zur Zwangsarbeit in das Reichsbahnlager Neuaubing, gestorben 27.02.1945 im Rahmen des Zwangsarbeitseinsatzes im Reichsbahnlager Neuaubing                   |      |
|      | Rosa Gabriele Wolfsheimer                                | Tengstraße 25                            | 23. Sep. 2021 | Rosa Gabriele Wolfsheimer, geb. Bonn, geboren 27.09.1869 in Frankfurt am Main, gestorben 12.08.1935 in München |      |
|      | Friedrich Peter Zieglwallner                             | Maximilianstraße 35                      | 11. Nov. 2024 | Dr. med Friedrich Peter (Fritz) Zieglwallner, geboren 05.11.1883 in München, 1937 Entzug der Kassenzulassung, unmittelbar nach erfolglosem Widerspruch durch plötzlichen Herztod gestorben 11.11.1937 in Berlin             |      |
|      | Ernst Richard Zöbisch                                    | Tulbeckstraße 17                         | 15. Juli 2021 | Ernst Richard Zöbisch, geboren 03.06.1881 in Rebesgrün, verhaftet 31.08.1942, inhaftiert im KZ Dachau, ermordet 13.03.1944 im KZ Majdanek                                                                                   |      |
|      | Josef Zott                                               | Geroltstraße 24                          | 26. Jan. 2019 | Joseph Zott, geboren 16.03.1901 in München, inhaftiert 04.08.1939 im Gestapogefängnis München, hingerichtet 15.01.1945 im Zuchthaus Brandenburg-Görden                                                                      |      |